# 藍村路

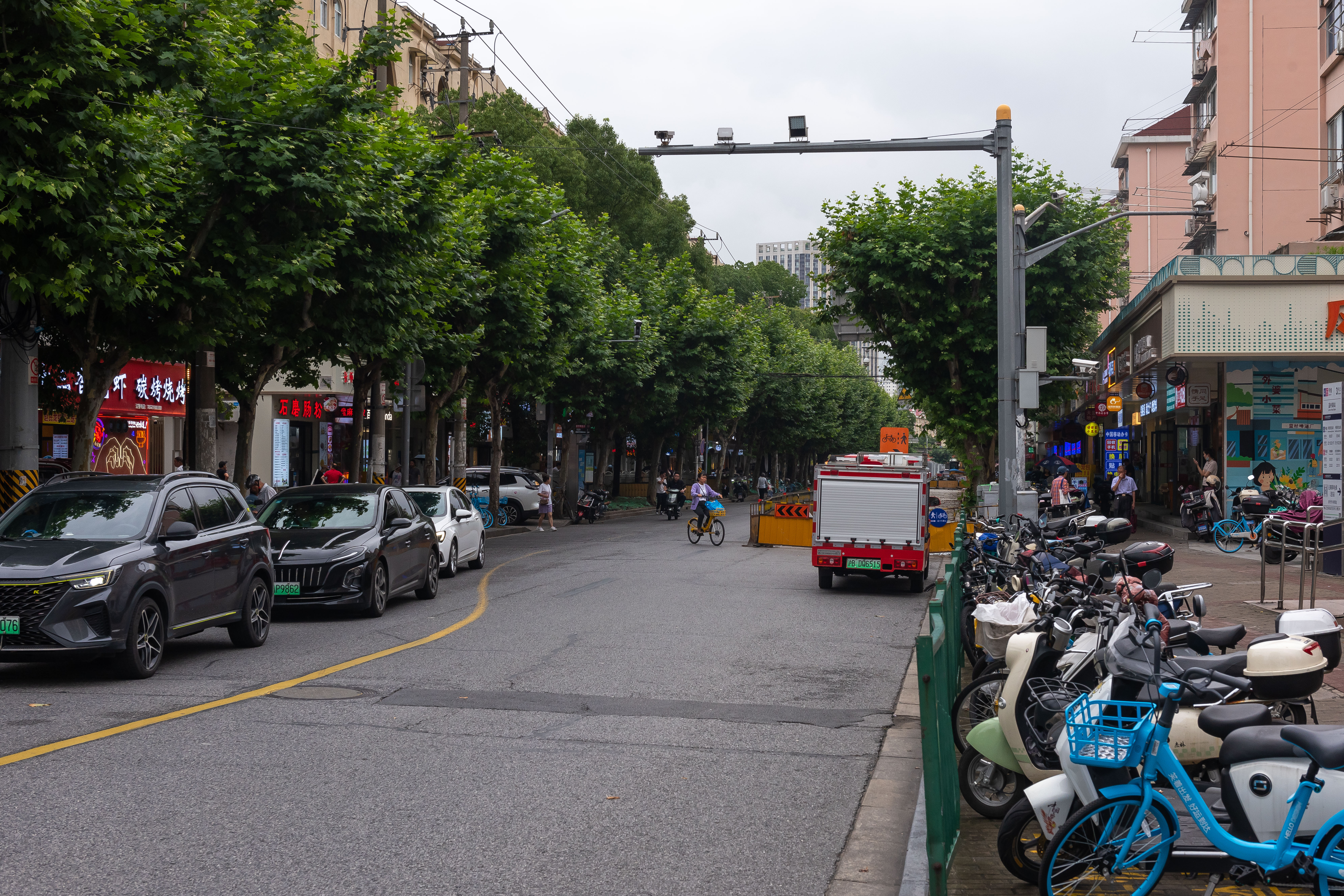
蓝村路（东方路以西区段）

蓝村路是中華人民共和國上海市浦东新区一條東西走向道路，西起南泉路，中与东方路相交。东至杨高南路，全长1000米，宽20米至30米，其中车行道宽12米至22米。道路為沥青路面，於1984年修建，路名來自於山东省青島市即墨區藍村鎮。21世纪初，有几十家火锅店在藍村路開業，當時藍村路被媒體稱呼為火锅一条街，後來蓝村火锅城於2003年4月9日改成怡福楼饭店,不再经营火锅。另一個上防火锅城底层继续开火锅，上层已改酒楼。2005年10月26日，山方水圆时尚融和餐厅開張。道路上還有邵記傳菜。
蓝村路512号是上海浦东巴士公司的预售票、交通卡出售处，也是01线终点站的调度室。上海地铁4号線蓝村路站就是以藍村路命名。